# 오야촌 (이바라키현)
오야촌(大谷村)은 이바라키현 가시마군에 일찍이 존재했던 촌이다.

## 지리
현재의 호코타시 북부에 해당한다.

## 역사
- 1889년 4월 1일 - 정촌제 시행에 의해 7개의 구역을 확장하여 가시마군 오야촌이 성립하였다.
- 1955년 3월 1일 - 스와촌, 나쓰미촌과 신설합병해 아사히촌이 성립하여, 동일 오야촌은 폐지되었다.

## 인구
| 1891년 | 2,487 |
| 1920년 | 4,501 |
| 1935년 | 5,088 |
| 1950년 | 7,098 |

## 참고문헌
- 角川日本地名大辞典編纂委員会『가도카와 일본 지명 대사전 8 茨城県』、가도카와 쇼텐、1983年 ISBN 4040010809